# DB-Baureihe VT 08
Die Baureihe VT 08 war eine Verbrennungstriebwagenzug-Baureihe, die von der Deutschen Bundesbahn und der US Army in Deutschland eingesetzt wurde.

## Baureihe VT 085

### Geschichte
Die Baureihe VT 085 ist ein erstmals 1952 gebauter Diesel-Schnelltriebwagen der Deutschen Bundesbahn. Er wurde zusammen mit antriebslosen Mittel- und Steuerwagen zunächst als dreiteiliger, später auch vierteiliger Triebzug eingesetzt.
Die erste Bestellung umfasste 13 dreiteilige Triebzüge und einen Motorwagen, 1954 wurden dann sechs Motor- und neun Mittelwagen nachbestellt. Insbesondere bei den vierteiligen Zügen kam anstelle des Steuerwagens oft ein zweiter Motorwagen VT 085 zum Einsatz. Planmäßig wurden aus dem vorhandenen Fahrzeugpark, der 20 Motorwagen, 22 Mittelwagen und 13 Steuerwagen umfasste, 14 Triebzüge gebildet und im Fernschnellzug-Verkehr eingesetzt.
Mit dem VT 085 wurde am 2. Juni 1957 in Deutschland das TEE-Zeitalter eröffnet, da noch nicht genügend VT 115 zur Verfügung standen. Die Fahrzeuge wurden allerdings schon bald durch die TEE-Triebwagen VT 115 abgelöst. Aber auch dann wurden die VT 08 als Verstärkung mit dem VT 11 gekuppelt eingesetzt, vor allem beim TEE Helvetia. Bis zum Umbau 1962 wurden die Triebwagen immer wieder einmal als Ersatz oder Verstärkung von TEE-Zügen eingesetzt.
Durch die Nachlieferung weiterer Motorwagen wurde der Bedarf an Steuerwagen geringer, die VS 08 509–513 wurden etwa 1957 in VS 12 505–509 umgebaut. Nach 1968 wurden diese Wagen als 913 609–613 geführt. Ab 1962 begann der generelle Umbau in die Baureihe VT 126, wobei die Triebwagen an die äußerlich nahezu baugleiche Nahverkehrs-Baureihe VT 125 angeglichen wurden. Der Wagenkasten musste dazu um 50 Millimeter hochgesetzt werden, damit die Züge mit dem VT 12 kuppelbar waren. In den Motorwagen wurde ein Großraumabteil 2. Klasse mit 44 Plätzen eingerichtet, die Speiseräume und Telefonabteile entfielen, die meisten Abteile in den Motor- und Steuerwagen wurden zweitklassig, ohne dass dabei die Abteilgröße verändert wurde.
1968 erhielten die verbliebenen Exemplare der Baureihe VT 085 die EDV-Nummer 608.5, die bereits in VT 126 umgebauten Triebwagen wurden als Baureihe 613 geführt. Die Baureihe 608.5 verschwand mit dem letzten Umbau und Umzeichnung in die Baureihe 613 am 10. Februar 1971 aus den Bestandslisten der DB. Als Baureihe 613 wurden die ehemaligen VT 085 dann vorwiegend von Braunschweig aus im Regionalverkehr des Harzvorlandes eingesetzt.
Stationiert waren die Triebwagen zunächst in Hamburg-Altona, Frankfurt-Griesheim und Dortmund Bbf. Später kam auch noch Köln-Nippes hinzu. Durch die Elektrifizierung wurde der Bedarf für Einsätze im hochwertigen Fernverkehr aber immer geringer, 1969 endete der Einsatz im hochwertigen Schnellzugdienst. Die Triebwagen wurden in Hamburg-Altona und Braunschweig konzentriert, ab 1982 war nur noch Braunschweig Einsatz-Bw. Die letzten der ursprünglich 20 gebauten Triebwagen wurden bis 1985 ausgemustert. Einige Triebwagen wurden noch nach Italien verkauft und teilweise aufgearbeitet, sie kamen dort aber nicht mehr zum Einsatz.

### Technische Merkmale und Ausstattung
In den ursprünglichen Motorwagen VT 08 501–514 waren ein Gepäck- und ein Postraum untergebracht, außerdem eine Küche und ein Speiseraum mit 24 Plätzen, die nachbestellten Motorwagen VT 08 515–520 erhielten statt Küche und Speiseabteil normale Sitzplätze. Im Mittelwagen gab es zehn Abteile, der Steuerwagen hatte sechs Abteile und einen Konferenzraum mit Tisch. Nach der Klassenreform 1956 führten die Triebzüge nur die 1. Wagenklasse.
Die Leistung eines Motorwagens betrug 735 kW, die Höchstgeschwindigkeit 140 km/h. Das Untergestell und das Gerippe der Wagenkästen sind in geschweißter, selbsttragender Spanten- und Schalenbauweise ausgeführt. Die auffällige Kopfform wurde nach der Erfahrung mit dem Versuchsträger VT 92 festgelegt. Die Triebwagen hatten eine Scharfenbergkupplung.

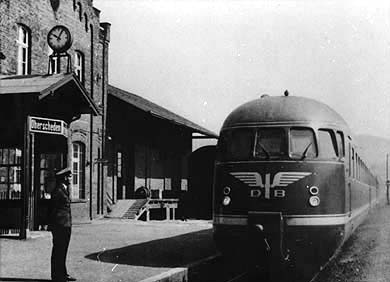
VT 08^{5} als FDt „Roland“ 1953 in Oberscheden (Dransfelder Rampe)

Die Farbgebung war bei der Auslieferung purpurrot, mit grauem Dach und schwarzer Schürze, oberhalb der Schürze zog sich ein breiter gelber Zierstreifen hin. Die Stirnfenster waren schwarz eingefasst. An der Stirnseite trugen sie das Flügelrad mit den Buchstaben „DB“ in Gelb. Mit der Einführung des neuen DB-Logos 1955 wurde dieses auf der Stirnfront angebracht, das Schwarz der Stirnfenster wurde dabei keilförmig bis zur Scharfenbergkupplung heruntergezogen. Die rote Farbgebung behielten sie bis zur Ausmusterung bei.

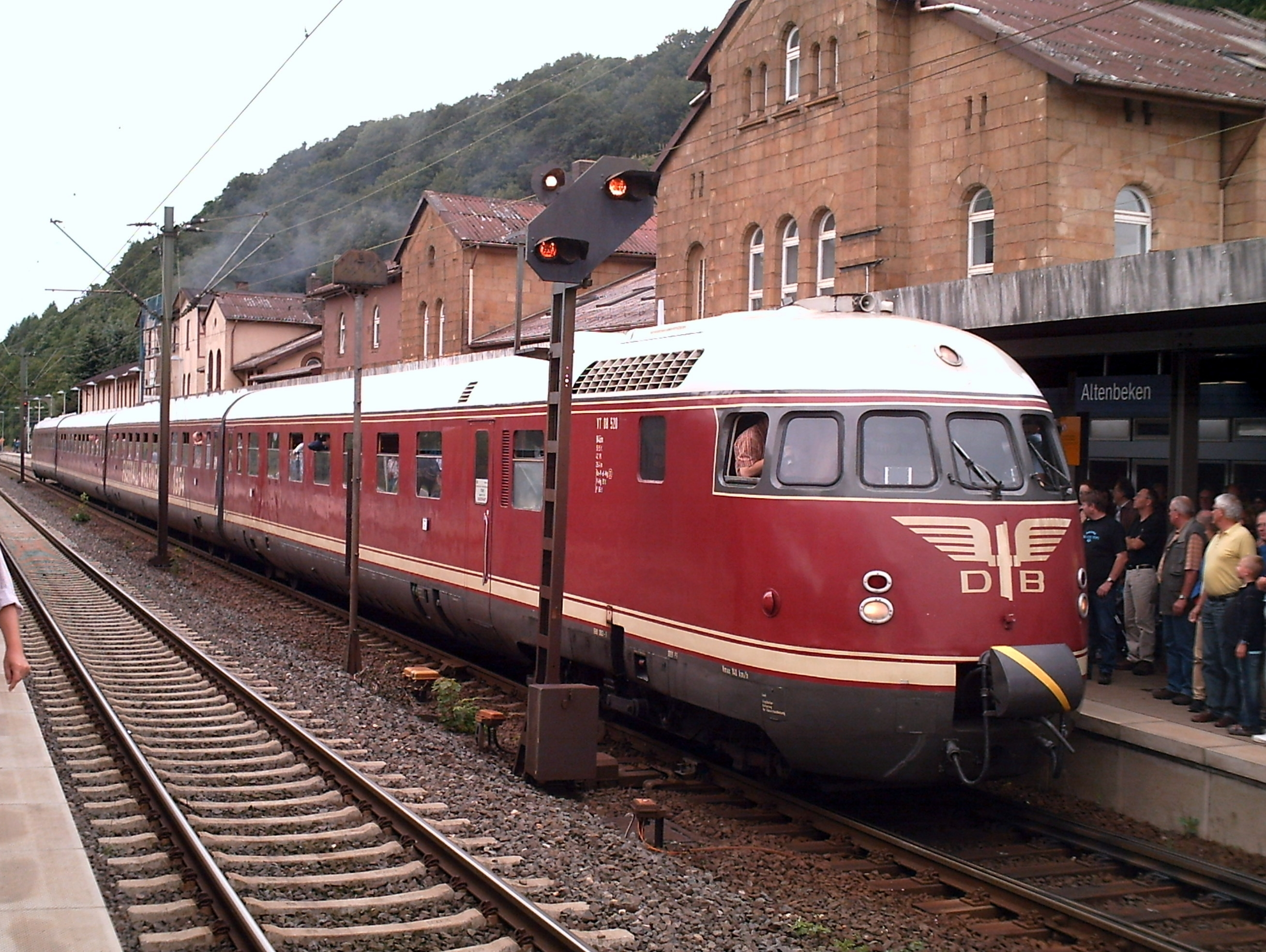
„Weltmeisterzug“ VT 08^{5} in Altenbeken

### Verbleib
Der letzte erhaltene VT 085 ist aus dem Spielfilm Das Wunder von Bern als „Weltmeisterzug“ bekannt geworden. Er wurde für den Film dem historischen Vorbild entsprechend mit „FUSSBALL-WELTMEISTER 1954“ beschriftet. Der Zug mit den Motorwagen 613 603 und 620, den Mittelwagen 913 510 und 512 und dem Steuerwagen 913 603 gelangte in den Besitz des DB-Museums und wurde von der BSW-Gruppe Braunschweig betreut. Der Zug konnte entweder mit dem zweiten Triebkopf oder dem Steuerwagen gekuppelt werden. Dieser Triebzug wird Bahn-intern als Baureihe 688 geführt.
Da die Deutsche Bahn sich aus Kostengründen dagegen entschieden hat, erneut in eine im August 2007 fällig gewesene Hauptuntersuchung zu investieren, wurde im April 2008 entschieden, den Zug als Dauerleihgabe in den Lokpark an der Borsigstraße nach Braunschweig zu übergeben, wo er im am 13. April 2008 eröffneten Freilichtmuseum Braunschweiger ZeitSchiene ausgestellt wurde. Seit 2011 steht der VT 08 im Dampflokwerk Meiningen auf dem Freigelände in Erwartung einer Sanierung. Die Kosten für eine Restaurierung wurden auf zwei bis drei Millionen Euro geschätzt. Mit dem Ziel des langfristigen Erhalts des Triebzugs wurde 2024 der Verkauf an die IntEgro Verkehr bekannt gegeben.
Derzeit steht der Zug offen in Lübbenau Süd bei der Pressnitztalbahn abgestellt. (November 2024)

## Baureihe VT 088
Der zweiteilige Dieseltriebwagenzug VT 088 entspricht in Maschinenanlage und Wagenkasten der Konstruktion des VT 085, jedoch ohne den Mittelwagen. Die Triebwagenzüge wurden von der United States Army als zweiteilige Triebwagenzüge in sechs Exemplaren beschafft und in Deutschland eingesetzt. Die Wagen waren als luxuriöse Salontriebwagen (VT 08 801–802) sowie als Lazarett-Triebwagen (VT 08 803–806) eingerichtet.
Die Lazarettzüge waren für den Krankentransport eingerichtet: Im Inneren des Triebwagens befanden sich der Führerraum, die Motorkammer, ein Gepäck- und Geräteraum, die Küche und ein Großraumabteil mit 21 Sitzen in der Anordnung 2+1 mit verstellbarer Rückenlehne. Am Wagenübergang lagen die Räume für Medikamente, den Incubator und eine Toilette. Im Innern des Steuerwagens waren je eine Toilette für Kranke und Personal, ein Waschraum, die Schwesternstation, je ein Bettenraum für Männer und Frauen, dazwischen waren der Einstiegsraum, ein Personalraum, ein Isolierraum und der Führerstand. Die Bettenräume hatten einen geraden Mittelgang, an dessen Seiten Doppelstockbetten standen, insgesamt gab es Betten für 16 männliche Patienten, vier weibliche Patienten, zwei im Isolierraum und drei Betten für das Personal. Die Betten im Steuerwagen konnten zu Sitzbänken mit insgesamt 36 Sitzplätzen umgeklappt werden. Die Triebwagenzüge waren mit Klimaanlagen ausgestattet.
Das erste Baujahr war 1956, die Leistung betrug 736 kW und die Höchstgeschwindigkeit 140 km/h. An Stelle der Scharfenbergkupplungen des VT 085 erhielt der Triebwagen an den Enden verkleidete Puffer und Schraubenkupplungen. Triebwagen und Steuerwagen sind mit einer Scharfenbergkupplung verbunden. Die Lackierung erfolgte in Grün, seit 1973 war er in den TEE-Farben beige und rot lackiert. Bei einem Umbau Ende der 1980er Jahre wurden die ehemals geteilten Frontfenster durch ein durchgehendes Fenster ersetzt.
Fünf der Triebwagen (608 802–806) wurden bis 1974 ausgemustert, der 608 801 (Spitzname: „Der General“) war dagegen bis 1990 als Reise- und Repräsentationszug des jeweiligen amerikanischen Botschafters im Einsatz und wurde erst 1991 ausgemustert. Der letzte verbliebene Triebwagen war jahrelang im Gleisvorfeld des Heidelberger Hauptbahnhofs abgestellt. Er wurde dann von der Georg Verkehrsorganisation GmbH (GVG) gekauft. 2007 erhielt das Fahrzeug eine Hauptuntersuchung durch die Regental Fahrzeugwerkstätten GmbH und wurde blau/beige umlackiert. Das Fahrzeug war im Eisenbahnmuseum Neustadt (Weinstraße) hinterstellt. Am 1. November 2024 wurde das Fahrzeug in das Deutsche Dampflokomotiv-Museum überführt, dort ausgestellt und zur betriebsfähigen Aufarbeitung vorgesehen.